# Fortunair Canada
Fortunair Canada war eine Charterfluggesellschaft mit Sitz in Kanada.

## Geschichte
Fortunair Canada war eine kurzlebige kanadische Charterfluggesellschaft, die 1994 von ehemaligen Nationair OPS-Mitarbeitern gegründet wurde. M. Saydoux (in Syrien geboren) war der Gründer. Mit einer Boeing 747-212B der früheren Pan Am Airlines (USA) führte man Charterflüge zwischen Montreal und Toronto, nach Fort Lauderdale, Paris, Nizza und andere europäische Ziele durch. Der Betrieb begann am 30. Juni 1994 und schon am 19. August desselben Jahres wurde die Fluggesellschaft aus Gründen der illegalen Finanzierung durch die ehemalige Nationair Canada (noch in der Bankrott-Liquidation) gegroundet. Die Lizenz wurde niemals wiedererlangt, sie erklärte auch im August 1994 Bankrott, so dass die Passagiere in Mirabel und in Frankreich strandeten. Fortunair Canada war in finanziellen Schwierigkeiten, da die Finanzierung für diese Operation nicht klar war. Der Betrieb endete am 23. Januar 1995 legal.

## Flotte
- 1 Boeing 747-212B